# Manning (Carolina del Sud)
Manning è una città degli Stati Uniti d'America, situata nella Contea di Clarendon nello Stato della Carolina del Sud.